# Eugene Drucker

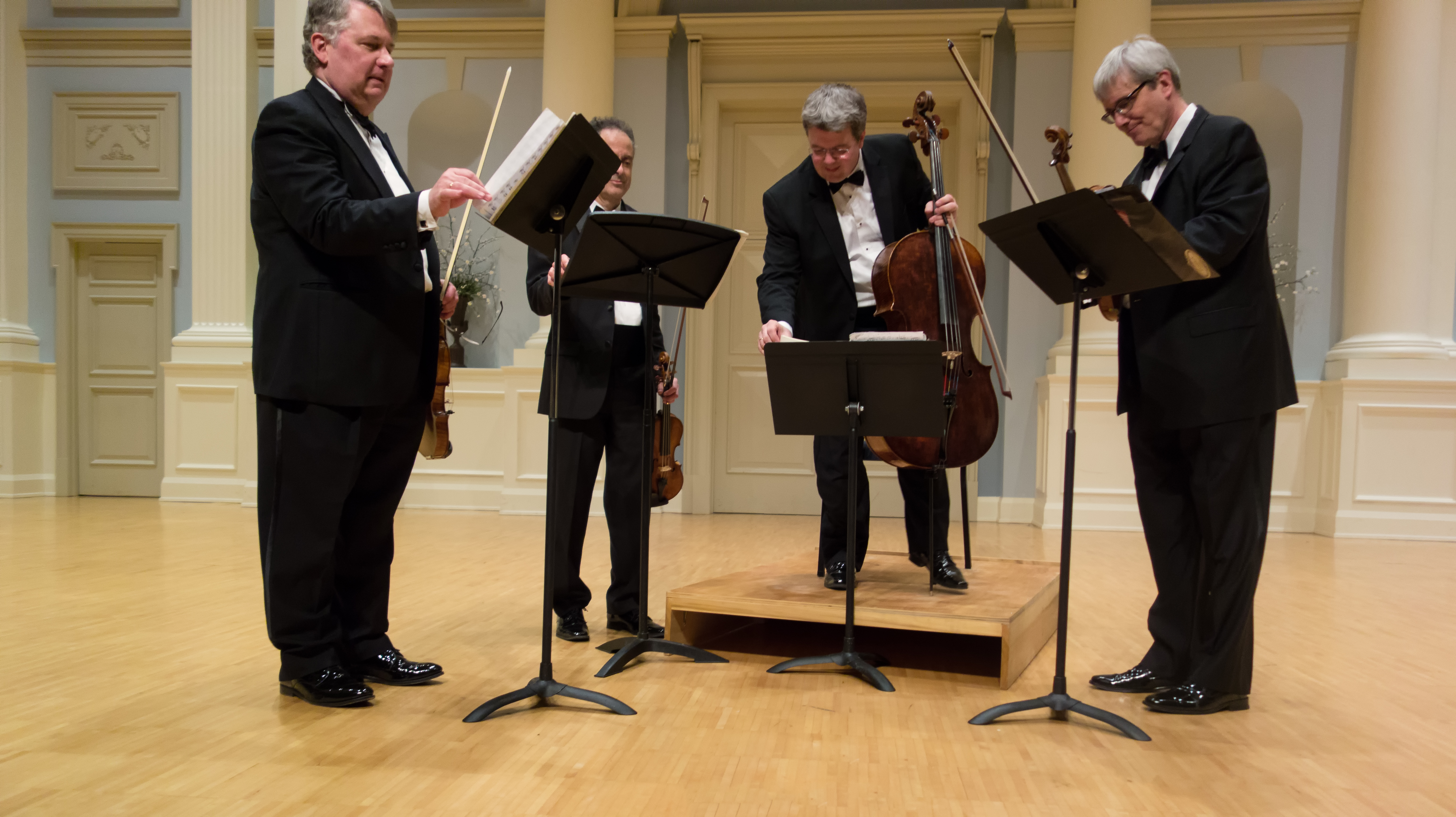
Eugene Drucker (zweiter von links) im Emerson String Quartet (2014)

Eugene Drucker (geboren 17. Mai 1952 in Coral Gables) ist ein US-amerikanischer Violinist und Gründungsmitglied des Emerson String Quartets.

## Leben
Eugene Druckers Eltern mussten wegen des Antisemitismus in Deutschland in der Zeit des Nationalsozialismus 1938 emigrieren und entkamen so dem Holocaust. Der Violinhochschüler Ernst Drucker (1909–1993) wurde 1933 in Köln gezwungen, seine Darbietung des Violinkonzerts von Johannes Brahms nach dem ersten Satz zu beenden. 1946 war er kurzzeitig Mitglied des Busch-Quartetts. Eugene Drucker studierte Englisch und Literaturwissenschaft an der Columbia University und Musik bei Oscar Shumsky an der Juilliard School, wo er auch Konzertmeister des Juilliard-Orchesters wurde, mit dem er auch als Solist auftrat. Drucker erhielt eine Auszeichnung beim Concours Musical Reine Elisabeth und spielte 1976 in einem Konzert der Concert Artists Guild. Drucker spielt seither als Violinvirtuose mit verschiedenen internationalen Sinfonieorchestern. Drucker hat die Violinsonaten und Duos von Béla Bartók eingespielt. Drucker gründete in der Studentenzeit mit dem Violinisten Philip Setzer als gleichberechtigtem Primarius 1976 ein Streichquartett, das sie nach dem amerikanischen Philosophen Ralph Waldo Emerson benannten.
Drucker spielt eine Stradivari von 1686 und ein Instrument des New Yorker Geigenbauers Samuel Zygmuntowicz von 2002.
Drucker hat vier Sonette Shakespeares vertont, die 2008 mit dem Bariton Andrew Nolen und dem Escher String Quartet uraufgeführt wurden. 2007 schrieb  Drucker einen Roman, in dem er das Schicksal eines deutschen Violinisten und Juden in der ersten Hälfte des 20. Jahrhunderts thematisiert.
Drucker ist mit der Cellistin Roberta Cooper verheiratet, sie haben einen Sohn und leben in New York City.

## Werke
- The Savior. Simon & Schuster, 2007
  - Wintersonate. Aus dem amerikan. Engl. übers. von Inge Leipold. Berlin : Osburg, 2010 ISBN 978-3-940731-35-7